# Albino Hernández Lázaro
Albino Hernández Lázaro (f. 1936) fue un político español.

## Biografía
Panadero de profesión, estaba afiliado a Falange. Sería de hecho el fundador de Falange en el entonces municipio de Villaverde. En la primavera de 1936 fue detenido por la policía republicana junto a otros falangistas, mientras iban repartiendo propaganda por el centro de Madrid. Tras el estallido de la Guerra civil, el 29 de octubre sería, junto a los intelectuales Ramiro de Maeztu y Ramiro Ledesma Ramos, fusilado en las tapias del cementerio de Aravaca.
Durante la dictadura franquista una calle del distrito de Villaverde fue nombrada en su honor.